# 生田房弘
生田 房弘（いくた ふさひろ、1929年4月23日 - 2021年5月26日）は、神経病理学者、新潟大学脳研究所教授。

## 人物
1929年生まれ。1955年、新潟大学を卒業する。
1960年、アメリカ合衆国に渡り、モンテフィオレ病院に従事する。同年3月の新潟大学医学博士論文の題は「Glioma(神経膠腫)の局在について」。1973年、新潟大学脳研究所教授に就任する。
1982年、ウィーンで行われた国際神経病理学会で、脳梗塞などで一部失われた脳機能が、グリア細胞のアストロサイトの細胞分裂や移動により、シナプスをカバーすることで重要な働きをするという研究を発表する。
1992年4月には、医学書院より出版された年鑑『神経研究の進歩』36巻にて、「『脳死』の神経病理学」という題名の論文を発表し、脳死判定された患者の心停止死後の剖検結果を報告し、脳死判定後も、脳深部の視床下部の細胞が自己融解しない場合があることを明らかにした。1995年4月に、神経病理学を発展させた功により、紫綬褒章を受章。2001年4月、勲三等旭日中綬章を受章。2002年10月7日、米国神経病理学会最高功労賞を受賞する。
2021年5月26日死去。叙正四位。

## 著書
- 『Glia細胞』(グバプロ、2000年1月)ISBN 9784906347834